# Xaruşa
Xaruşa è un comune dell'Azerbaigian situato nel distretto di Quba. Conta una popolazione di 719 abitanti.